# Hertha Westerstrand
Hertha Aurora Westerstrand född 16 februari 1821 i Stockholm, död 26 oktober 1887, var en svensk operasångerska (sopran).
Westerstrand fick sin första utbildning av Isidor Dannström. Hennes första anställning var vid hovteatrarna i Koburg och Gotha 1853–1854, och efter gästspel i Königsberg och Wien återvände hon till Sverige och var anställd vid Kungliga Teatern i Stockholm 1855–1856.
Till rollerna hörde Marie i Regementets dotter, Susanna i Figaros bröllop, Rosina i Barberaren i Sevilla, nattens drottning i Trollflöjten, Adina i Kärleksdrycken, Amina i Sömngångerskan och Catarina i Les Diamants de la couronne.
Under 1857 uppträdde hon vid ett stort antal konserter bland annat i Paris, London, Stockholm, Göteborg, Berlin, Neu-Strelitz och Hamburg.
Westerstrand invaldes som ledamot i hedersklassen nr. 321 av Kungliga Musikaliska Akademien den 26 mars 1850. Hon var dotter till Pehr Westerstrand och Christina Maria Wikmanson samt dotterdotter till tonsättaren Johan Wikmanson.